# 志賀夘助

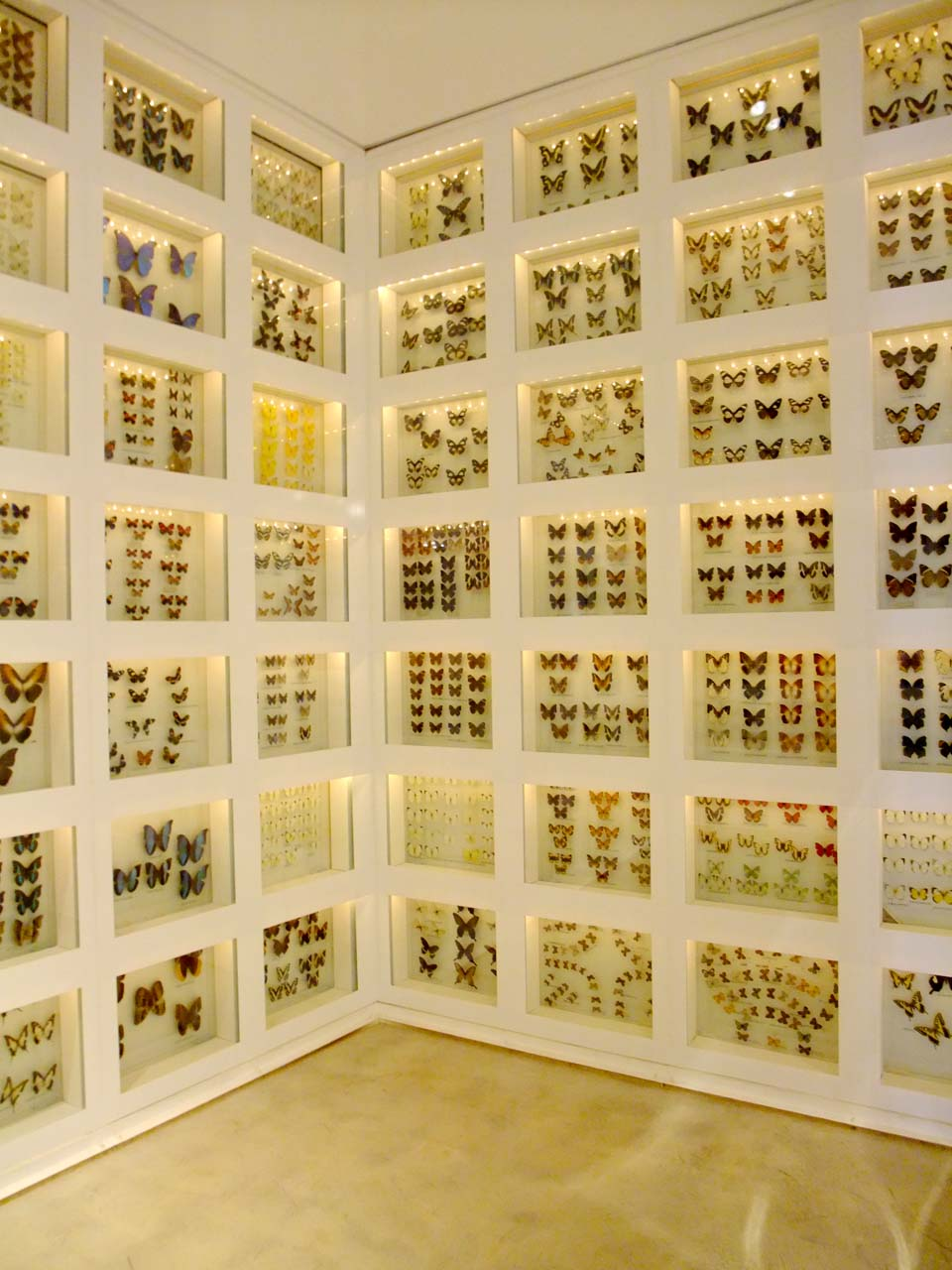
志賀夘助の昆虫コレクション（キョロロにて）

志賀 夘助（しが うすけ、1903年1月6日 - 2007年4月15日）は、日本の昆虫調査機器商、昆虫商。
新潟県東頸城郡松之山村（現十日町市）生まれ。1931年に志賀昆虫普及社を設立し、日本の昆虫学普及に力を注ぐ。1974年、黄綬褒章受章。十日町市名誉市民。

## 著書
- 志賀夘助 『日本一の昆虫屋 : わたしの九十三年』 ネスコ、1996年、ISBN 4-89036-921-X。
- 志賀夘助 『日本一の昆虫屋 : 志賀昆虫普及社と歩んで、百一歳』 文藝春秋〈文春文庫plus〉、2004年、ISBN 4-16-766077-6。